# Falsk korallorm
Falsk korallorm (Anilius scytale) är en art av orm som till utseendet är mycket lik de giftiga korallormarna (släktet Micrurus). Den är dock inte nära släkt med dessa och arten är inte giftig och betraktas som ofarlig för människor. 
Den falska korallormen är den enda arten i sin familj, Aniliidae. Tidigare räknades även ett annat ormsläkte, Cylindrophis in i denna familj, men numera anses släktet Cylindrophis vara tillräckligt olikt släktet Anilius för att räknas som en enda separat familj, Cylindrophiida. 

## Kännetecken
Ormen når en längd på 60 till 100 centimeter. Kroppen är cylindriskt formad med kort svans. Dess färgteckning består liksom de riktiga korallormarnas av omväxlande röda och svarta band, men den falska korallormen saknar de gula band på kroppen som de riktiga korallormar har. Synen är försämrad på grund av att ögonen skyddas av stora fjäll. Den har två par synliga kloaksporrar.

## Utbredning
Den här arten hittas i tropiska områden i Sydamerika, från södra och västra Venezuela, Guyana, Surinam och Franska Guyana söder igenom amazonlika områdena i Colombia, Ecuador, Peru och Brasilien.

## Levnadssätt
Gräver ner sig i jorden och bland ruttnande träd i regnskogsområden. Födan består främst av groddjur eller andra kräldjur. Fortplantningen är ovovivipar.

## Underarter
Familjen Aniliidae består enbart av ett släkte, och detta släkte endast av en art. Både familjen och släktet är sålunda monotypiska. Arten delas dock in i två underarter:
- A. s. phelpsorum
- A. s. scytale